# Андрокид
Андрокид — пифагореец, написавший трактат О пифагорейских символах сохранившийся в разрозненных фрагментах. Точная датировка времени его жизни не установлена; точно известно, что он жил ранее I века до н. э., вероятно в IV веке до н. э. Частота, с которой упоминается Андрокид в других работах, показывает, что он являлся важным источником для последующей пифагорейской традиции, и он представляет интерес с точки зрения изучения исторического развития философского и литературного Символизма.

## Символы и магия
Андрокид рассматривал Эфесские письмена, «магические слова» («варварские имена») используемые в заклинаниях и надписи на талисманах, как аллегорический язык, имеющий религиозное значение, «скрытую форму естественной теологии.» Андрокид интерпретирует слова через их фонетическое и лексическое сходство с греческим языком. Самый известный его комментарий подобного рода, это интерпретация на известную надпись askion kataskion lix tetrax damnameneus aision сохраненная в труде Климента Александрийского:
Пифагореец Андрокид ... говорил, что так называемые Эфесские письмена имеют символический порядок:  Askion, "лишенный тени" означает тьму, поскольку во тьме нет теней. Kataskion, "тень", означает свет, поскольку освещает тень, выявляет её своими лучами. Lix означает землю, её древнее название, а Tetrax — год, его четыре времени, Damnameneus — это Солнце, всем правящее ('o damnazon), а Aisia — истинный голос. Весь символ означает: «Все божественное образует космос, тьма для света, солнце для года, земля для того, чтобы дать начало всякому произрастанию».